# Sean Paul
Sean Paul Ryan Francis Henriques (Kingston, 9 de enero de 1973) es un cantante y productor musical jamaiquino.

## Biografía

### 1973-96: Primeros años
Sus padres, Garth y Frances, fueron dos talentosos atletas. Su madre es una conocida pintora. Su abuelo paterno fue un judío sefardí cuya familia emigró de Portugal, y su abuela paterna era afro-caribeña. Su madre es de ascendencia inglesa, china y jamaiquina. Sean Paul fue criado como católico. Muchos miembros de su familia son nadadores. Su padre estuvo en un equipo de waterpolo en los 60 y también compitió en natación de larga distancia, mientras que su madre fue una nadadora de estilo espalda. De los 13 a los 21 años, Sean Paul formó parte del equipo nacional de waterpolo. Abandonó el deporte para lanzar su carrera musical.
Estudió en la Escuela Superior de Wolmers Boys, Belair School, Hillel Academy High School y el Colegio de Artes, Ciencias y Tecnología, ahora conocida como la Universidad de Tecnología, donde fue educado para ejercer una profesión en gestión hostelera. 
En 1994, Sean hizo un cameo en el video musical de Carrot Jetter "Nice Time" y en 1997 colaboró con el cantante Spanner Banner en la canción "Ladies Man".
El mánager de Sean Paul y productor Jeremy Harding tuvo noticia por primera vez del cantante cuando su hermano le pidió ir a ver, en un evento de micrófono abierto en Kingston, a alguien que cantaba parecido a dancehall DJ y toaster Super Cat. Harding terminó encontrándose con Paul cuando este fue a su estudio para pedirle un consejo. Durante el encuentro grabó una pista de ritmo vocal con Harding y durante el proceso creó la canción “Baby Girl”. Sean Paul empezó a pasar todos los días un rato en el estudio, y los dos colaboraron en varias canciones más. Cuando grabaron “Infiltrate” decidieron que tenían algo suficientemente bueno como para llevarlo a la radio. Sean Paul empezó a atraer a la prensa local y Harding comenzó a encargarse de sus asuntos. 
Sean Paul hizo una aparición breve en la película Belly en 1998, también cantó en la banda sonora de la película con la canción Top Shotter, que es una colaboración con DMX y Mr. Vegas.

### 2000-2004: Stage One & Dutty Rock
El 21 de marzo de 2000, fue lanzado su álbum debut Stage One con VP Records, alcanzado el puesto número dos en la lista Top Reggae Albums en los Estados Unidos.
En agosto de 2001, Paul firma contrato discográfico, con Atlantic Records. En mayo de 2002, es lanzado el sencillo “Gimme The Light”. Fue su primer éxito, alcanzando el puesto cuatro en el Billboard Hot 100. También se convirtió en un éxito en los Países Bajos, Reino Unido y Canadá. En marzo de 2003, es lanzado “Get Busy” la canción fue número uno en los Estados Unidos, Italia y Países Bajos. Una vez la canción ocupó el puesto número uno, el álbum (Dutty Rock) del cual se extrajo el tema se posicionó en el puesto número nueve de Billboard 200 en EE. UU. A este gran éxito se le sumó el sencillo "Like Glue", el cual fue un gran hit en más de 20 países, incluyendo Reino Unido, Australia y Austria.
Paul dominó el agitado aire durante el verano de 2003, apareciendo en masivos hits por Blu Cantrell (“Breathe”) y Beyoncé (“Baby Boy”). También realizó una versión de la canción de Bob Marley, Three Little Birds, en conjunto con Ziggy Marley para la banda sonora de la película animada El espantatiburones (2004) de Dreamworks.

### 2005-2011: The Trinity & Imperial Blaze
El tercer álbum de Sean Paul The Trinity fue lanzado en el 27 de septiembre de 2005. El álbum produjo cinco grandes éxitos, "We Be Burnin'", "Ever Blazin'", "Give It up to Me", "Never Gonna Be the Same" y "Temperature".  El video de “Give It up to Me” (con Keyshia Cole) también fue presentado en la película Step Up en 2006. Fue nominado a cuatro premios Billboard Music Awards de 2006, incluyendo; Artista masculino del año, Artista de rap de la año, Canción del año, y Canción pop del año, por su éxito “Temperature”. El álbum logra vender más de cinco millones de copias a nivel mundial. Además colaboró con Daddy Yankee en la canción Oh Man!! para el álbum Barrio Fino En Directo. Al final la canción salió en la Internet gratis y fue un éxito.
Imperial Blaze es el cuarto disco de Sean, se pensaba lanzarlo a la venta en 2007, pero se aplazó el tiempo hasta 2009, la canción más exitosa del disco fue “So Fine”, teniendo miles de descargas en iTunes y más de 60 millones de reproducciones en YouTube. “Press It Up” también alcanzó importancia con más de 26 millones de visitas en YouTube.

### 2012: Tomahawk Technique
A pesar de que Tomahawk Technique salió en enero de los 2012, comenzaron a subir el video oficial de la canción “Got 2 Luv U” junto con la participación de la cantante “Alexis Jordan” en junio de 2011. Este vídeo fue subido por Atlantic Records y ha alcanzado más de 285 millones de reproducciones. El siguiente vídeo en subir fue “She Doesn't Mind”, subido el 28 de noviembre de 2011, este lleva más de 207 millones de reproducciones. El último vídeo subido fue el de la canción “Hold On”, subido el 21 de febrero de 2012, llevando más de cinco millones reproducciones en una semana. Contiene otros temas como “Touch the sky", con la colaboración de Dj Ammo' con su respectivo vídeo, Tomahawk Technique fue nominando a los Grammys Awards.

### 2013-presente: Full Frequency y Mad Love: The Prequel EP
Durante 2013, Paul trabajó en su sexto álbum de estudio Full Frequency, que finalmente fue publicado el 18 de febrero de 2014. El primer sencillo del álbum, “Other Side of Love” fue lanzado en iTunes el 10 de junio de 2013. El segundo sencillo, “Entertainment”, que cuenta con la colaboración de 2 Chainz y Juicy J, fue lanzado el 25 de junio de 2013.
A finales de 2013, Sean Paul colaboró con el grupo musical The Saturdays en el tema “What About Us”,  el cual se convirtió en número uno en las listas británicas, vendiendo más de 100.000 ejemplares en su primera semana. En enero de 2014, Sean Paul fue el principal artista internacional en las fiestas de Palmares 2014 en Costa Rica, donde cada año más de 15.000 personas se reúnen para el concierto de clausura. En junio de 2014 fue lanzada una versión bilingüe de “Bailando” de Enrique Iglesias, junto a Sean Paul, Gente de Zona y Descemer Bueno, el cual alcanzó la posición 12 en Billboard Hot 100.
A inicios de 2015, fue nominado a un Grammy en la categoría Mejor Álbum de Reggae. Sin embargo, en septiembre de 2014, Sean Paul confirmó que había dejado la etiqueta Atlantic Records y continua como artista independiente.
El 11 de febrero de 2016 Sia lanzó una versión remix de “Cheap Thrills”, con Sean Paul. Un mes después, Sean colabora con la banda canadiense de reggae-pop Magic!, en la canción "Lay You Down Easy". En abril de 2016 colabora con Little Mix en una nueva versión de Hair, cuarto sencillo de su tercer álbum Get Weird. El 21 de octubre de 2016 colaboró con Clean Bandit y la cantante inglesa Anne-Marie en la canción “Rockabye”, llegando a ser número uno en el Reino Unido y teniendo, a fecha de 19 de marzo de 2021, un total de 2.494.176.695 millones de reproducciones. Unos meses después, DJ Snake sacó un remix de “Let Me Love You”, también con Sean Paul.
En 2018 lanza Mad Love: The Prequel su primer EP (extended play) que contiene colaboraciones con numerosos artistas de los cuales se destacan Dua Lipa (No Lie), Major Lazer (Tip Pon It), David Guetta (Tip Pon It y Mad Love), Becky G (Mad Love), Tory Lanez (Teh Wek Your Heart), Ellie Goulding (Bad Love), Migos (Body) y Jhené Aiko (Naked Truth). Tanto "No Lie" y "Mad Love" como "Tip Pon It" gozaron de ser grandes éxitos.

## Vida personal
En 2012, Paul se casó con Jodi Stewart, una presentadora de televisión jamaicana. En agosto de 2016, fue anunciado que la pareja estaba esperando su primer hijo. El 26 de febrero de 2017, Sean Paul anunció el nacimiento de su hijo, Levi Blaze. Su segundo hijo, Remi, nació el 20 de agosto de 2019.

## Discografía
- Stage One (2000)
- Dutty Rock (2002)
- The Trinity (2005)
- Imperial Blaze (2009)
- Their Elizabeth Stephens (2011)
- Tomahawk Technique (2012)
- Full Frequency (2014)
- Mad Love The Prequel (2018)
- Live N Livin (2021)
- Scorcha (2022)

## Filmografía
| Año  | Título | Personaje | Notas         |
| ---- | ------ | --------- | ------------- |
| 1998 | Belly  | Él mismo  | No acreditado |